# 1990 SY2
1990 SY2 är en asteroid i huvudbältet som upptäcktes den 18 september 1990 av den amerikanske astronomen Henry E. Holt vid Palomarobservatoriet.
Den tillhör asteroidgruppen Koronis.